# Поташ (Звенигородський район)
Пота́ш — село в Україні, в Тальнівській міській громаді Звенигородського району Черкаської області. Розташоване на обох берегах річки Мощурів (притока Гірського Тікичу) за 16 км на захід від міста Тальне. Населення становить 768 осіб.

## Історія
Село виникло в середині XVII століття, а в 1774 році тут освячено церкву в православ'ї Різдва Божої Матері, яку того ж року відібрала унія.

У 1864 році Лаврентій Похилевич так занотував про це поселення: 
|  | Поташ, село в 4-х верстах от сел Паланочки и Романовки, также окружено лесами, при вершине ручья, при селе Гордашовке впадающего в Тикич. Жителей обоего пола 612; земли 2871 десятина. Церковь Богородичная, деревянная, 7-го класса; земли имеет указную пропорцию; построена в 1771 году. Колокольня при ней выстроена в 1858 году графом Шуваловым. |

У 1900 році в селі було 203 двори; кількість мешканців: чоловіків — 569, жінок — 583. На той час тут діяли — церква й церковноприходське училище. У 1905 року село Поташ відносилося до Мошурівської волості Уманського повіту Київської губернії, у землекористуванні було 2482 десятини; на той час у селі був 221 двір.
У 1913 році в поселенні мешкало 1113 осіб, діяла церковноприходська школа. Продажем та виробництвом товарів і послуг займалися магазини «Бакалія», мануфактура, буфет, крамниця з реалізації гасу; працювали Товариство садоводів та два лісові склади.

## Галерея

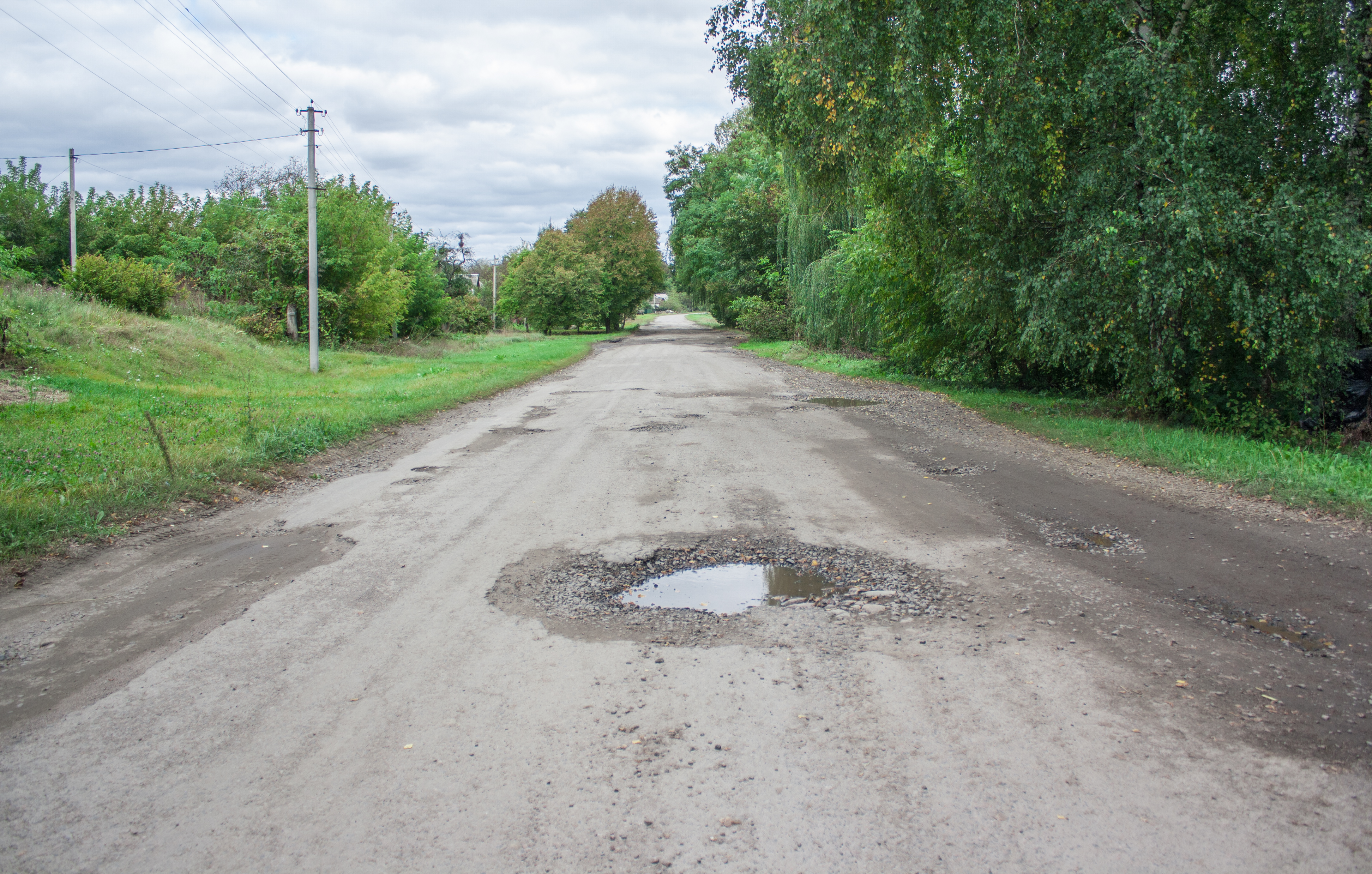
Вулиця Шевченка
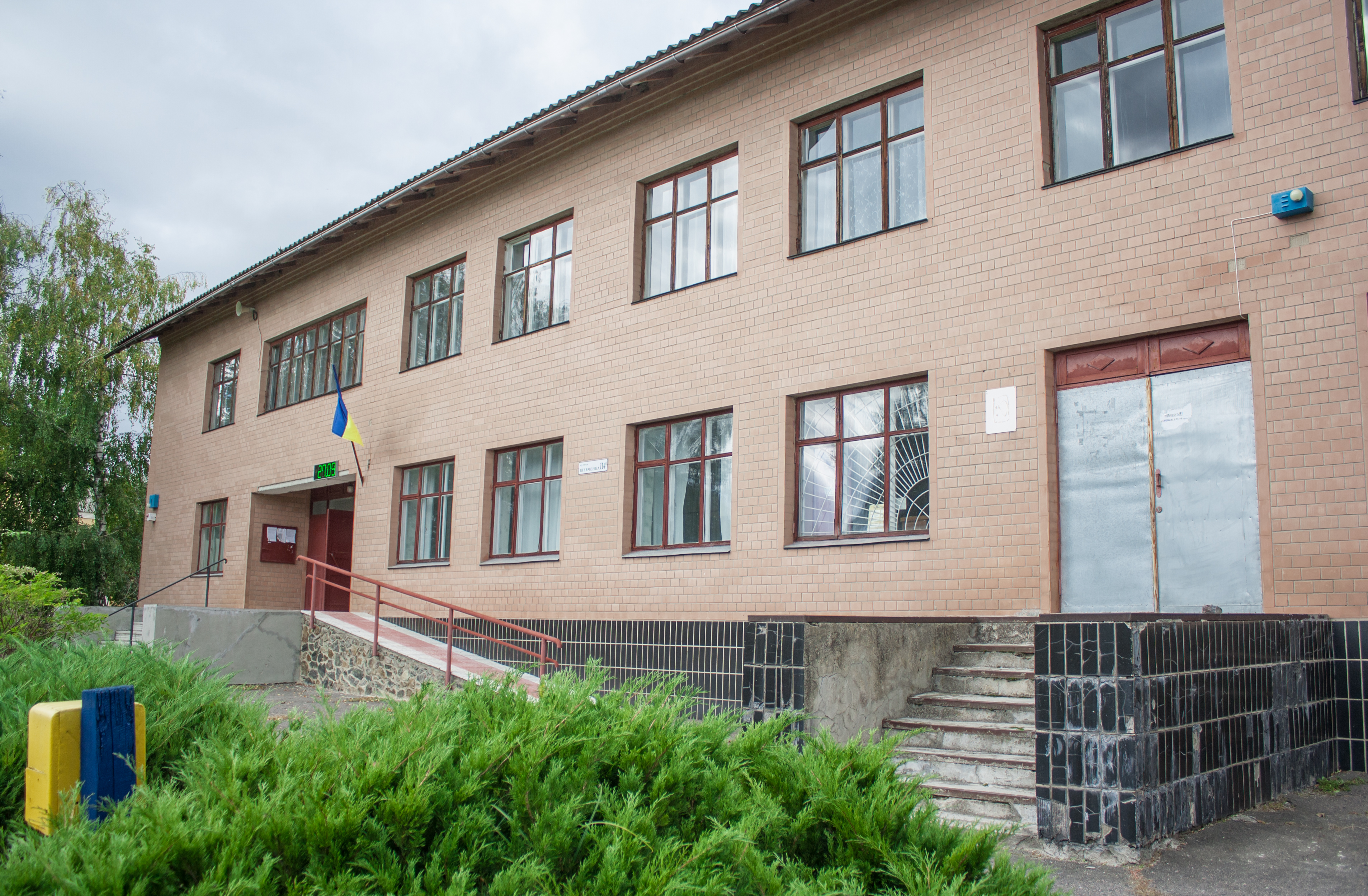
Сільська рада
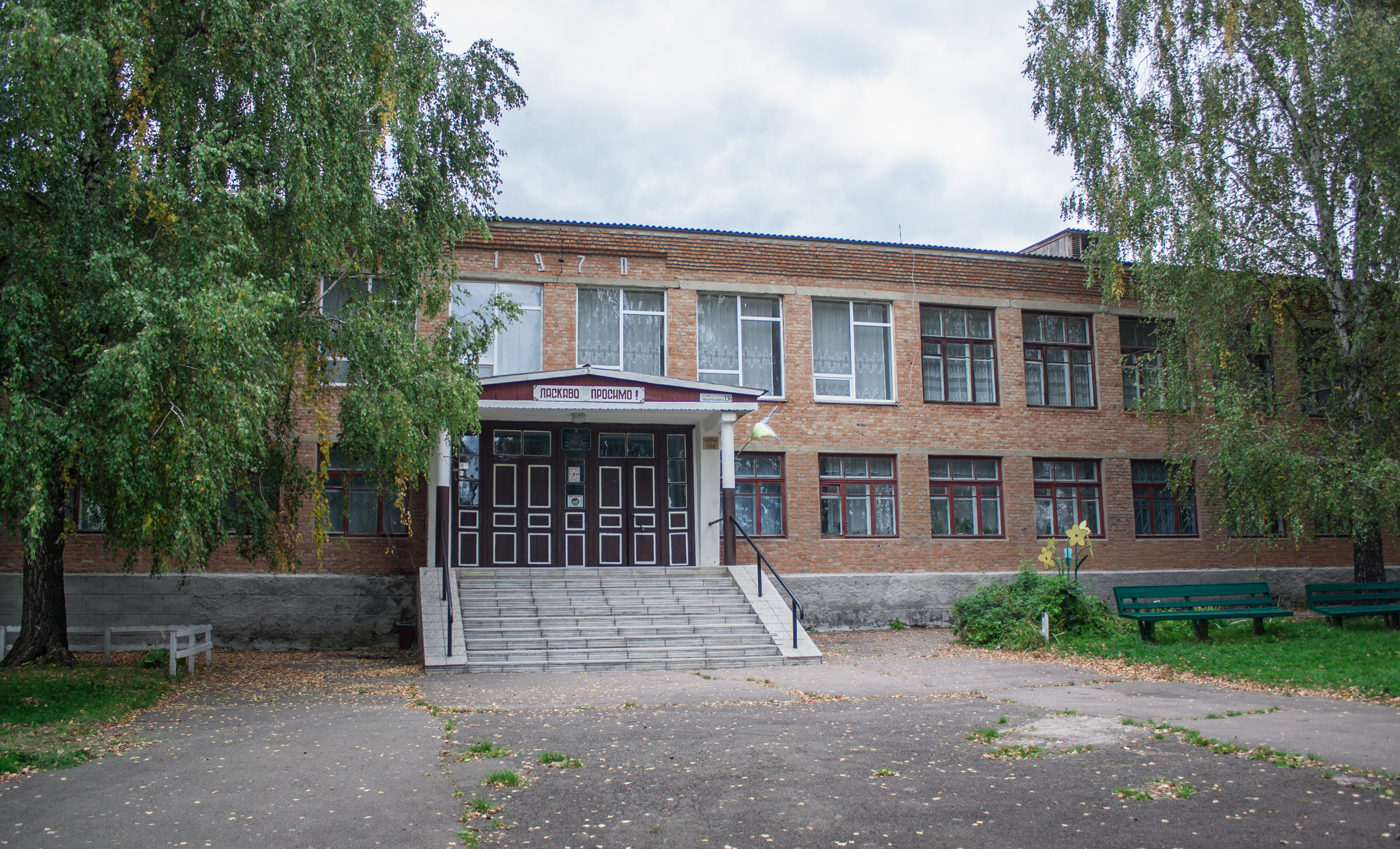
Школа
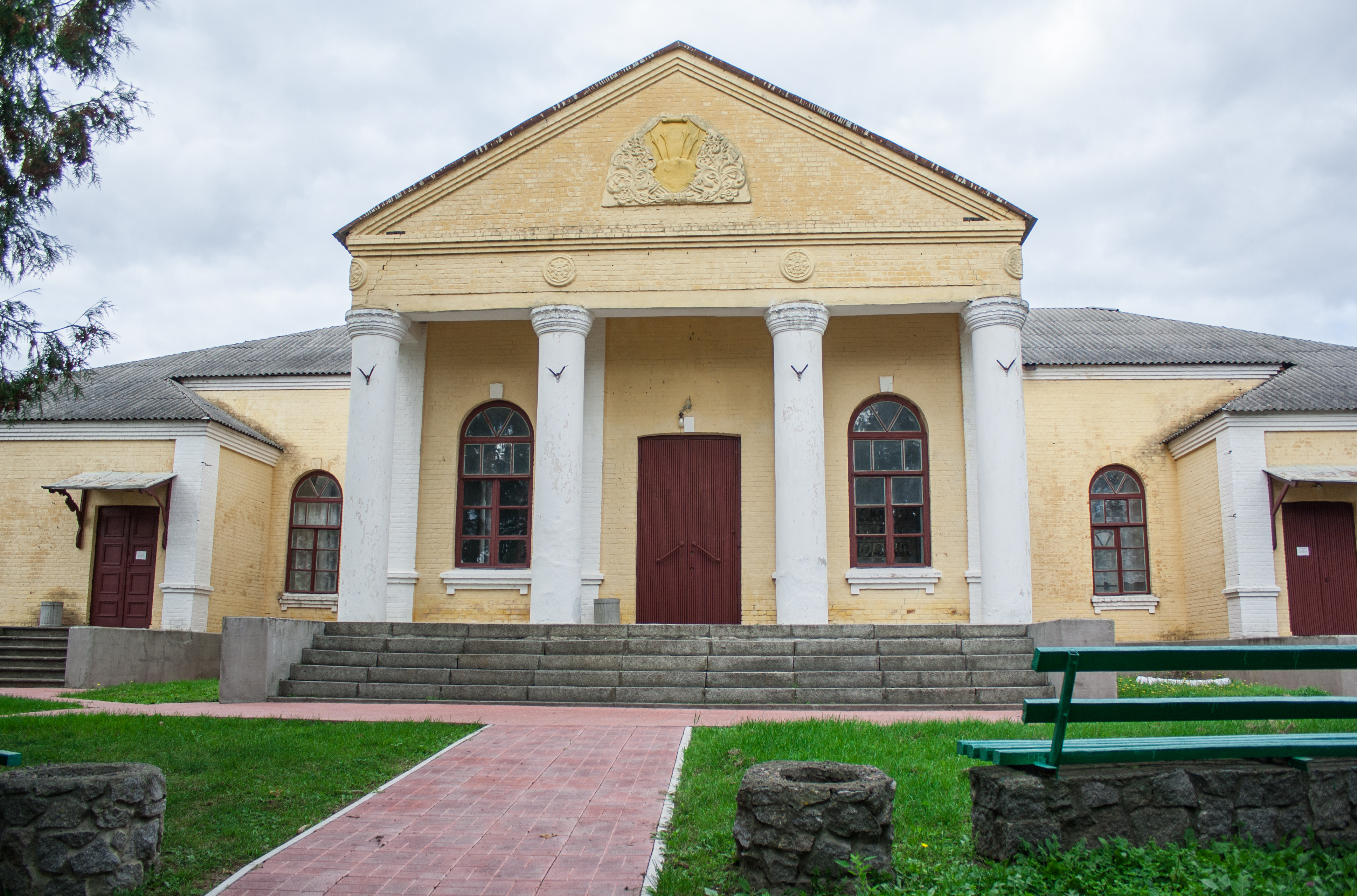
Будинок культури
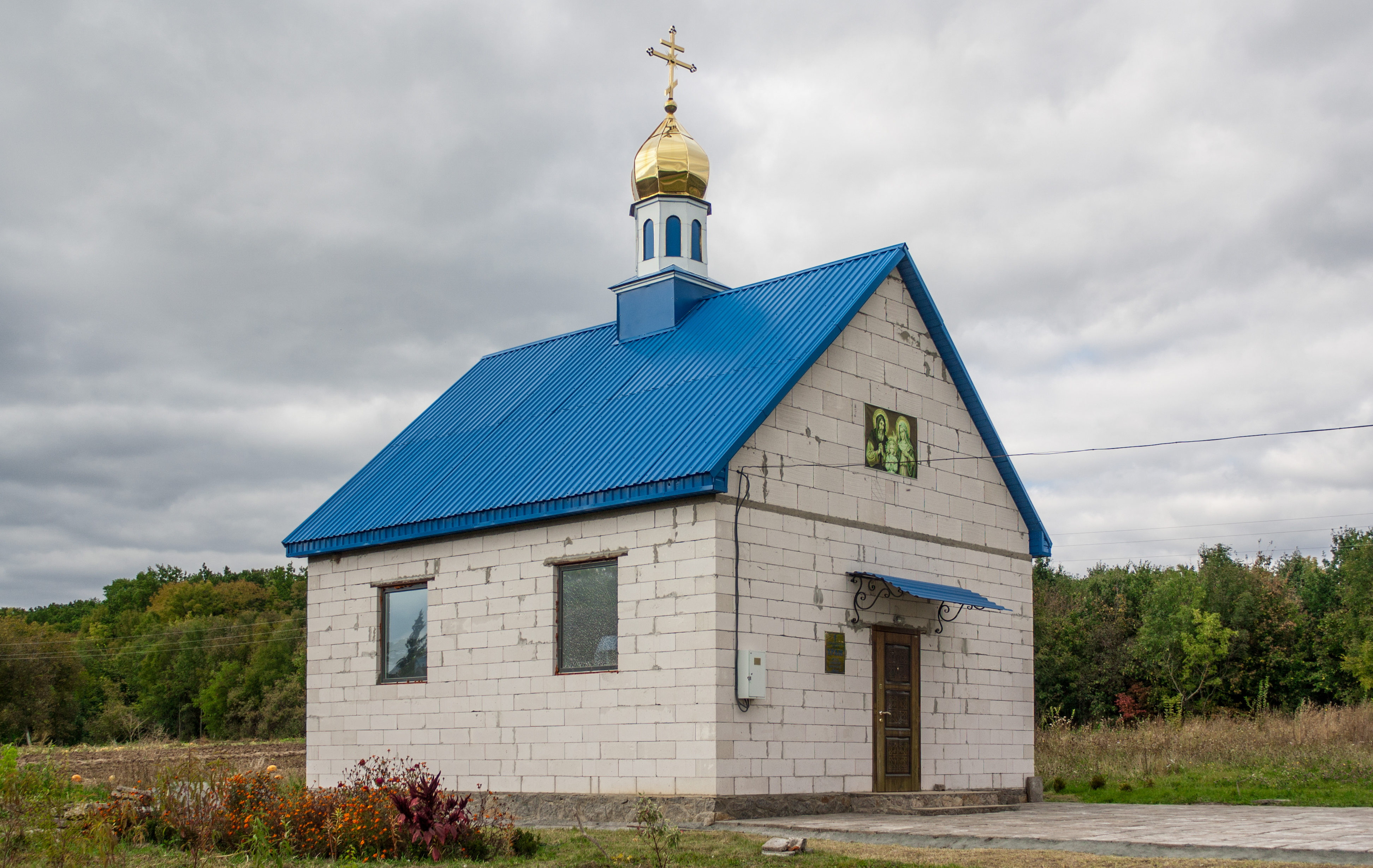
Церква
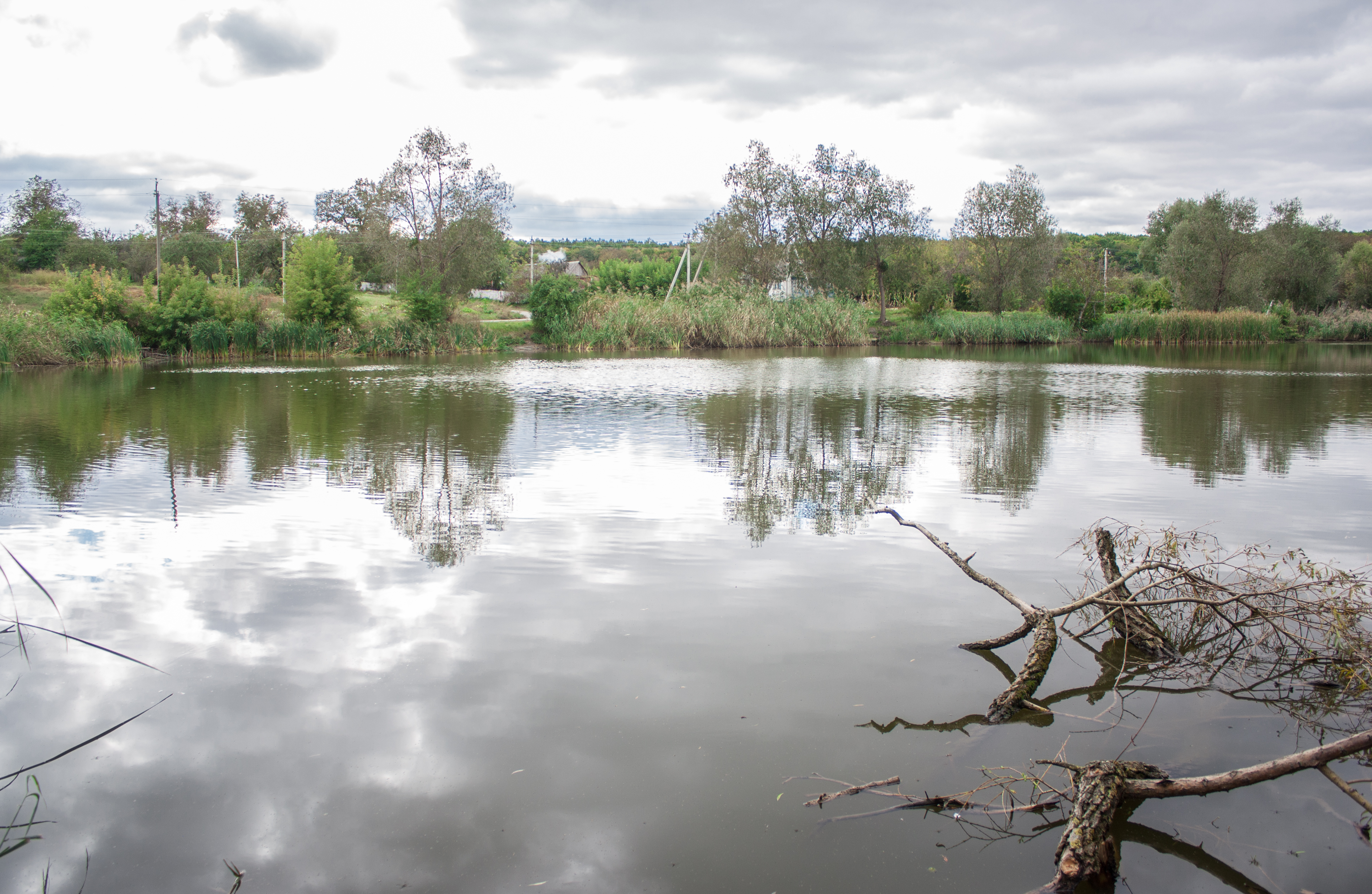
Ставок на річці Мощурів
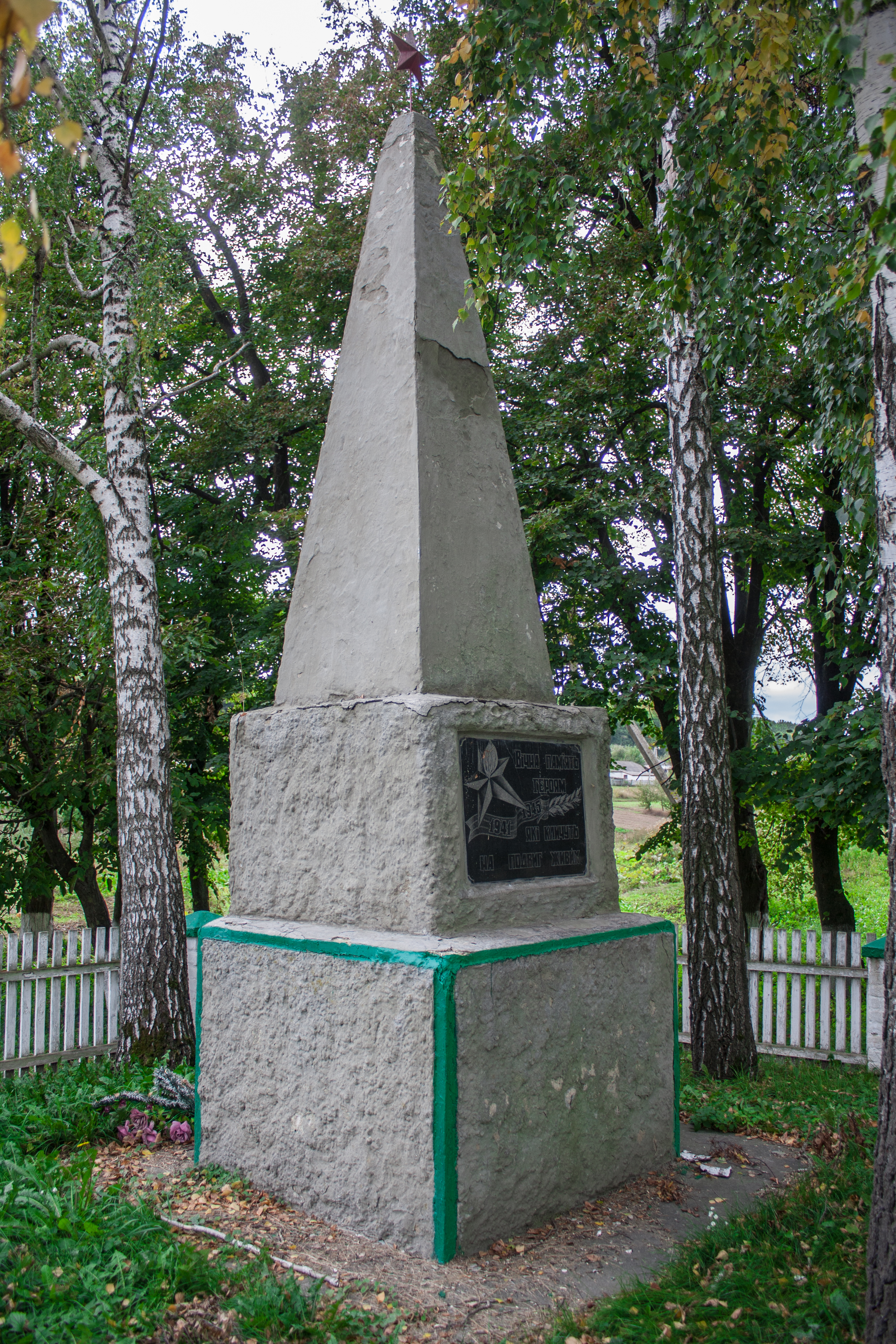
Пам'ятник воїнам-односельцям
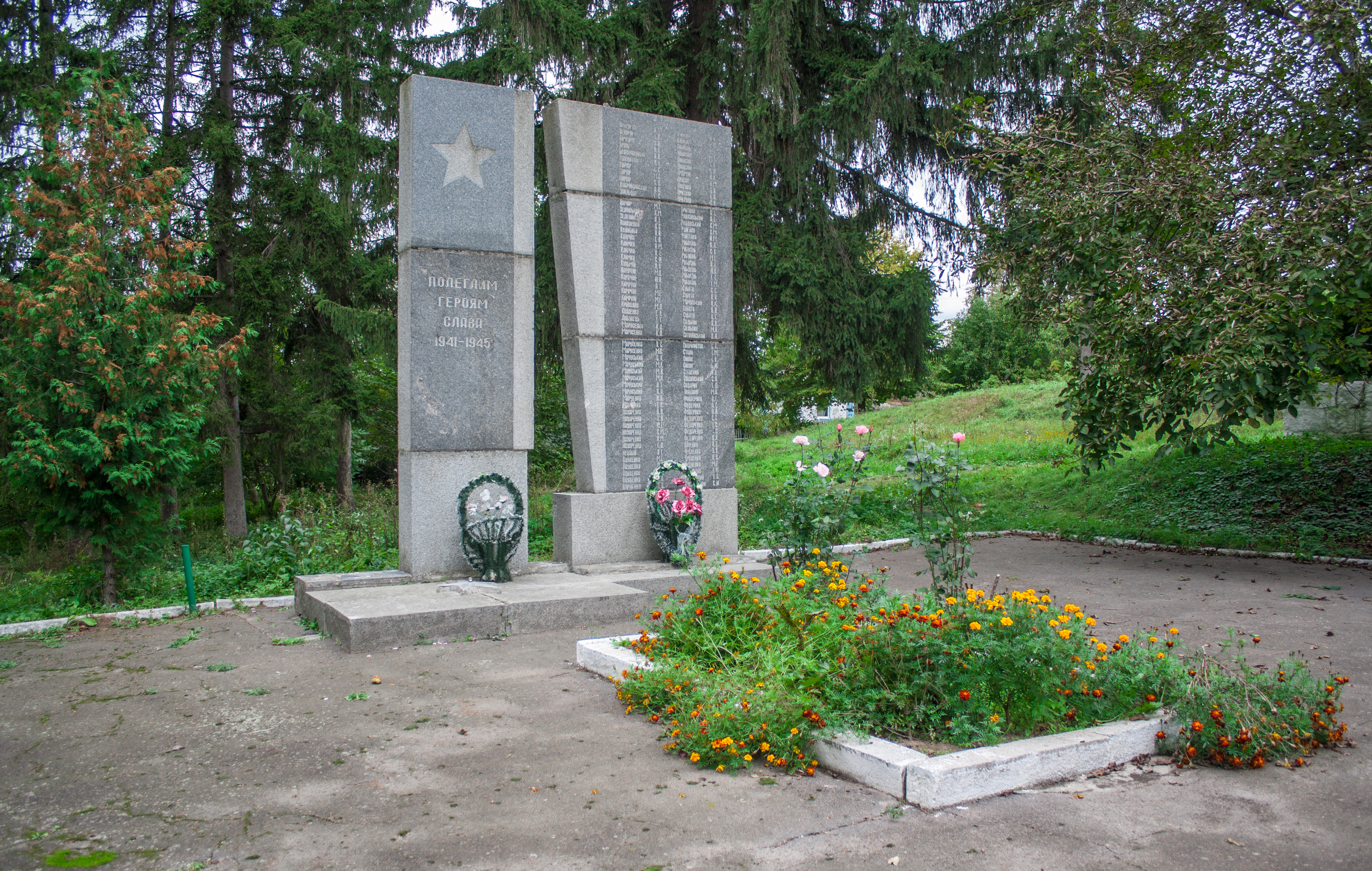
Братська могила радянських воїнів

## Відомі люди
- Адаменко Станіслав Михайлович (нар. 31 липня 1949) — український художник;
- Заклепа Кирило Петрович (14 лютого 1906 — 30 листопада 1972) — Герой Радянського Союзу[1];
- Прус Євген Мартинович (19 грудня 1917 — 25 листопада 2017) — радянський військовик часів Другої світової війни, почесний громадянин міста Бровари.